# Afro-rock
L'afro-rock è un genere musicale di fusione nato negli anni sessanta.

## Caratteristiche

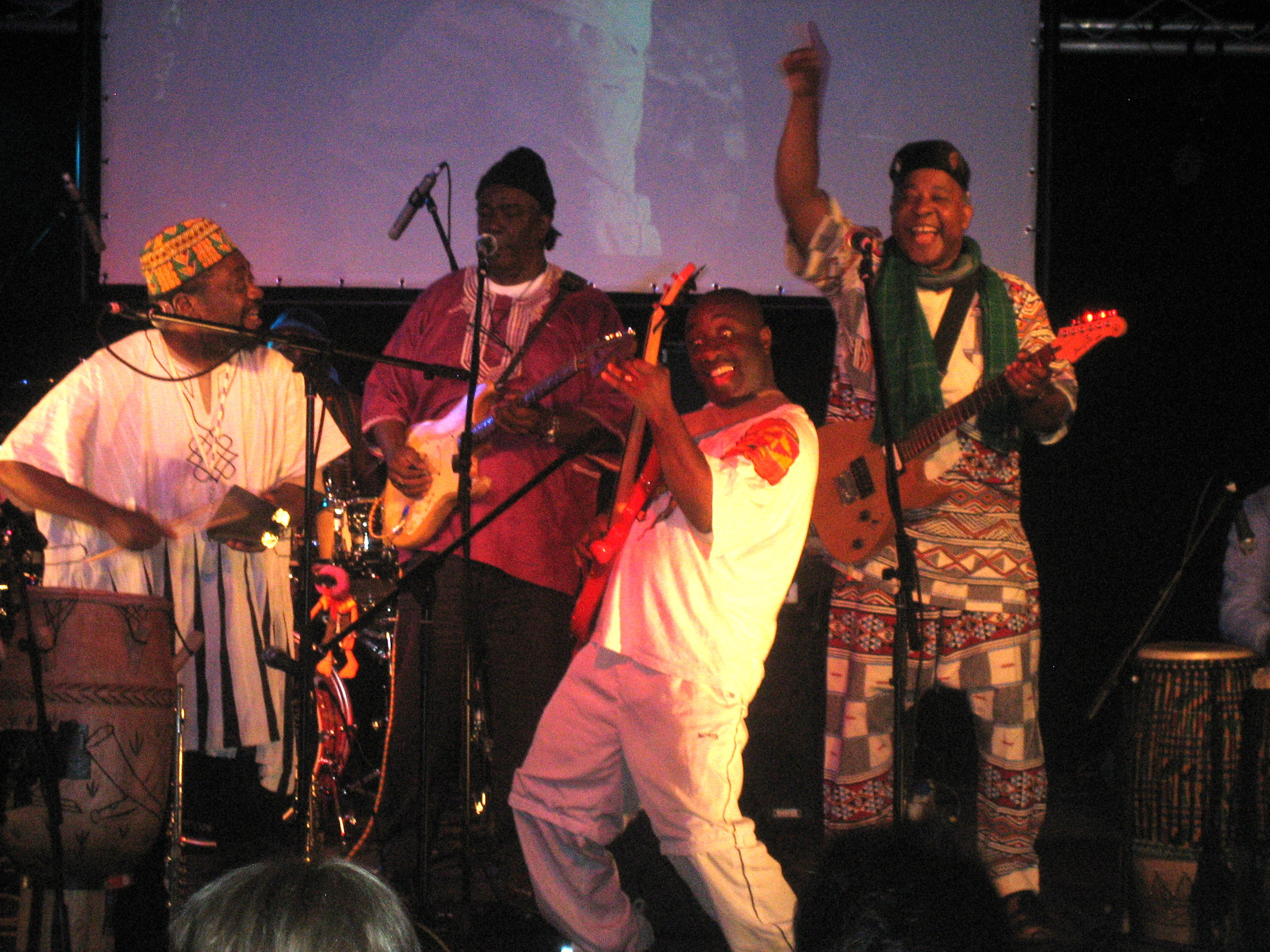
Gli Osibisa

Come suggerisce il nome, l'afro-rock contamina il genere rock con influenze afroamericane e afrocubane. Ne risulta una musica che, a differenza del rock di matrice anglosassone, privilegia l'uso delle percussioni (bongo e conga) e uno stile di chitarra elettrica e basso pizzicati. Oltre a tali strumenti, può essere eseguito utilizzando tastiere elettroniche e sintetizzatori, claves, shekere, campane e fischietti, ed alla parte vocale, che viene di solito rappresentata in lingua africana con inflessioni tipiche della musica rock e funky. L'afro-rock ha pertanto diverse analogie con altri stili neri molto percussivi nati tra gli anni sessanta e settanta come il funk, l'R&B, l'afrobeat e la disco music, considerata una sua discendente.

## Artisti
I principali artisti dell'afro-rock comprendono, oltre gruppi proto-disco come gli Osibisa e i Lafayette Afro Rock Band, Carlos Santana e il suo gruppo. Questi ultimi proponevano uno stile che, discendendo dalla musica latinoamericana, era di conseguenza debitore della musica africana e sono ritenuti responsabili della diffusione del genere. Oltre ad essi, sono considerati gruppi e artisti afro-rock i MonoMono, K. Frimpong e gli Assagai.